# U-331
U-331 — средняя немецкая подводная лодка типа VIIC времён Второй мировой войны.

## История
Заказ на постройку субмарины был отдан 23 сентября 1939 года. Лодка была заложена 26 января 1940 года на верфи Nordseewerke, Эмден под строительным номером 203, спущена на воду 20 декабря 1940 года. Лодка вошла в строй 31 марта 1941 года под командованием оберлейтенанта Ганса-Дитриха Фрейера фон Тисенхаузена (в дальнейшем капитан-лейтенант, кавалер Рыцарского Железного креста)

### Флотилии
- 31 марта 1941 года — 1 июля 1941 года — 1-я флотилия (учебная)
- 1 июля 1941 года — 14 октября 1941 года — 1-я флотилия
- 15 октября 1941 года — 14 апреля 1942 года — 23-я флотилия
- 15 апреля 1942 года — 17 ноября 1942 года — 29-я флотилия

### История службы

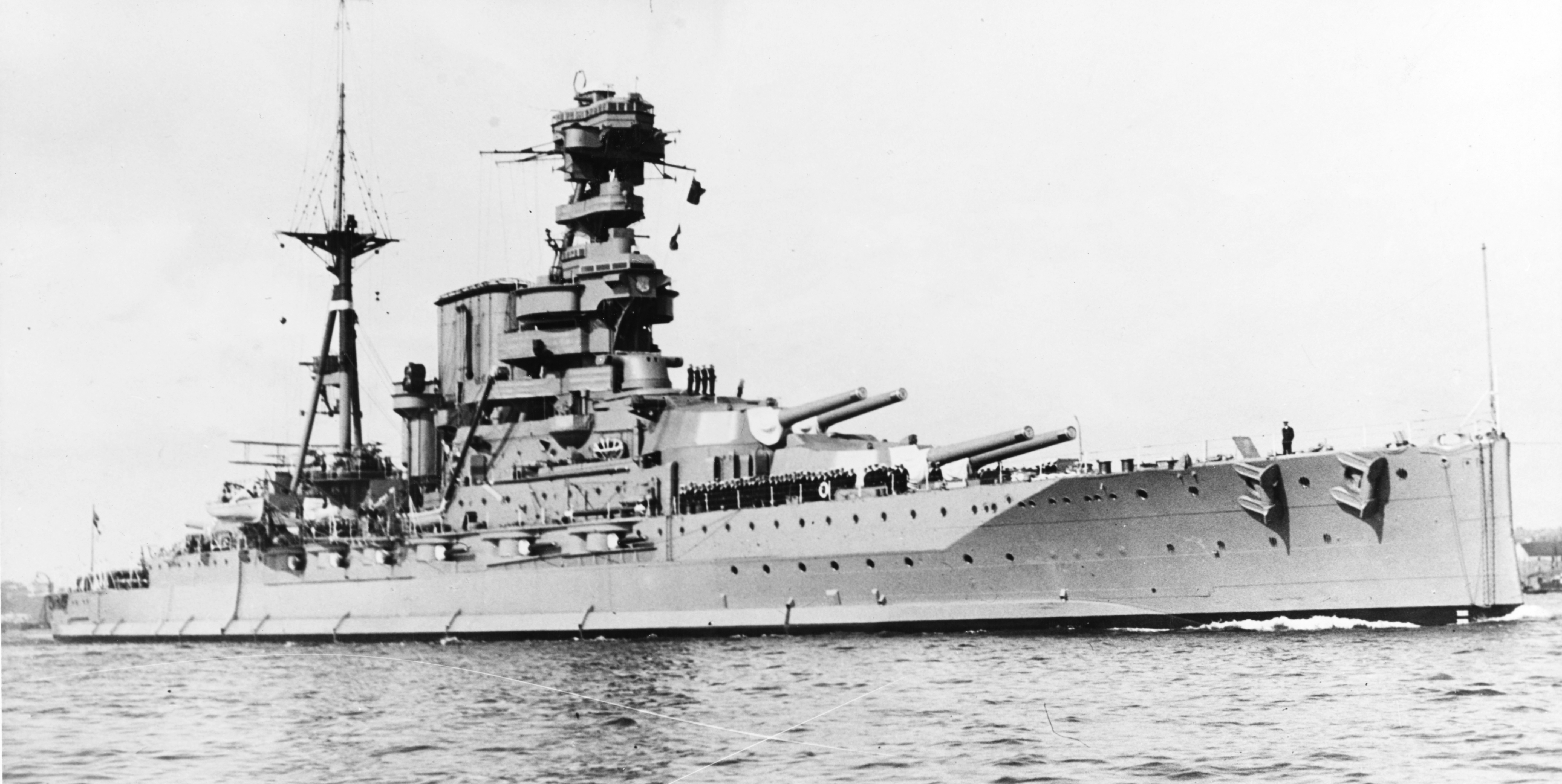
HMS Barham на плаву

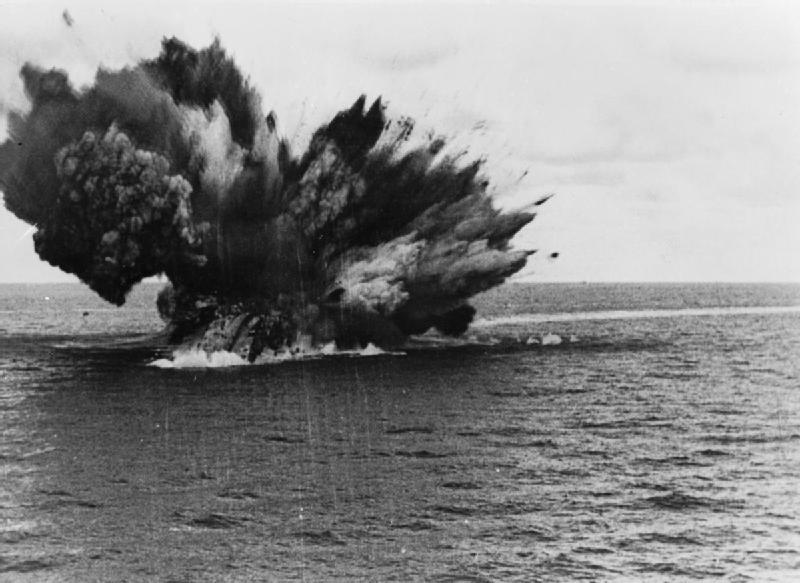
HMS Barham идёт на дно

Лодка совершила 10 боевых походов, потопила британский линкор HMS Barham (31 100 тонн) и один вспомогательный военный корабль водоизмещением 9 135 брт, ещё один военный корабль (372 тонны) повредила. Потоплена 17 ноября 1942 года в Средиземноморье к северу от Алжира в районе с координатами 37°05′ с. ш. 02°27′ в. д.. После получения тяжёлых повреждений в результате атаки самолёта типа «Hudson» лодка сигнализировала о сдаче, однако была потоплена атаковавшим британским самолётом типа Albacore с авианосца HMS Formidable. 32 человека погибли, 17 членов экипажа, включая командира, были выловлены приводнившимися британскими самолётами и попали в плен.

### Атаки на лодку
- 10 октября 1941 года лодка вступила в артиллерийский бой с тремя британскими десантными судами и повредила одно из них — HMS TLC-18 (A 18), однако в результате обстрела получила значительные повреждения. В бою был смертельно ранен боцман субмарины, ещё один артиллерист был ранен.
- 13 ноября 1942 года в Средиземноморье U-331 была атакована эскортным кораблём и экстренно погрузилась. Из-за последовавшего удара о дно лодка получила серьёзные повреждения.

В начале третьего боевого похода, 17 ноября 1941 года субмарина высадила в Египте диверсионную группу из восьми человек, целью которых было уничтожение железнодорожного полотна. Их миссия провалилась, однако U-331 в том же походе 25 ноября потопила британский линкор HMS Barham.